# Водосточный жёлоб
Водосто́чный жёлоб — узкий канал, являющийся одним из основных компонентов водосточной системы, который собирает и направляет дождевую воду с крыши строений.
Совокупность желобов, труб и крепежных элементов водостока, объединенных в единое целое, установленных снаружи здания путем крепления к его стенам, применяемая для отведения дождевых и талых вод с крыши, организует наружный водосток здания.

Основная задача водосточного жёлоба — защитить фундамент здания, отводя воду от его основания. Желоба также способствуют предотвращению эрозии, утечки в подвалах, защищают покрашенные поверхности от воздействия воды и являются средством сбора дождевой воды для последующего её использования.
Желоба могут быть произведены из различных материалов, включая чугун, оцинкованную сталь, свинец, цинк, крашеную сталь, медь, крашеный алюминий, ПВХ (и другие пластикаты), камень, дерево.
Обычно вода, собранная в жёлобе, стекает через водосточную трубу.